# Ambasada Pakistanu w Warszawie
Ambasada Pakistanu w Warszawie (urdu: پولینڈ میں پاکستان کے سفارت خانے, ang. Embassy of Pakistan in Poland) – pakistańska placówka dyplomatyczna mieszcząca się w Warszawie.
Ambasador Pakistanu w Warszawie akredytowany jest także w Republice Estońskiej i Republice Łotewskiej.

## Podział organizacyjny
- Wydział Konsularny (Consular Section)
- Sekcja Handlowa (Commercial Section)
- Attache Obrony (Defence Attache)

## Siedziba
Do czasu uzyskania przez Pakistan niepodległości w 1947 kontakty z Polską utrzymywano w ramach relacji Polski z Wielką Brytanią. Stosunki dyplomatyczne z Pakistanem nawiązano w 1962. W latach 1964–1965 w Warszawie akredytowany był ambasador Pakistanu z siedzibą w Pradze. W Warszawie Pakistan otworzył swoją ambasadę w 1969. Początkowo mieściła się w hotelu Bristol przy ul. Krakowskie Przedmieście 42–44 (1969), następnie przy ul. Raszyńskiej 54 (1971–1974). W okresie 13 stycznia–23 marca 1972 z uwagi na uznanie przez Polskę władz Bangladeszu stosunki pomiędzy obydwoma państwami były zerwane. W latach 1975–2016 ambasadę umieszczono przy ul. Starościńskiej 1, od 2016 przy ul. Wiertniczej 63.
Rezydencja ambasadora mieściła się przy ul. Zakopiańskiej 7 (1991).